# Agallas
Agallas település Spanyolországban, Salamanca tartományban. Agallas Zamarra, Serradilla del Llano, Casares de las Hurdes, Nuñomoral, Pinofranqueado, Robledillo de Gata és Martiago községekkel határos. Lakosainak száma 132 fő (2024).

## Népesség
A település népessége az elmúlt években az alábbi módon változott:
| Lakosok száma | 195  | 184  | 181  | 164  | 152  | 158  | 153  | 136  | 131  | 132  |
|               | 2001 | 2004 | 2007 | 2009 | 2012 | 2014 | 2017 | 2019 | 2022 | 2024 |